# Men of Valor
Men of Valor – gra komputerowa należąca do gatunku FPS, wydanym na platformy Windows oraz Xbox. Gra została wyprodukowana przez 2015, Inc. oraz wydana przez Vivendi 26 października 2004 roku. Bazuje ona na silniku graficznym Unreala oraz symuluje walki podczas wojny we Wietnamie.
W grze gracz kieruje postacią Deana Sheparda, który wraz ze swoim oddziałem ma do wykonania szesnaście misji.